# Кафе де Флор
Это статья о парижском кафе. О художественном фильме см. Кафе де Флор (фильм).
Кафе де Флор (фр. Café de Flore) расположено в квартале Сен-Жермен-де-Пре на углу бульвара Сен-Жермен и улицы Сен-Бенуа (VI округ Парижа). Знаменито тем, что со времени своего открытия в 1887 году притягивало интеллектуальную публику. Название получило от статуи богини Флоры, находившейся на другой стороне бульвара.
Интерьер кафе практически не менялся со времён Второй мировой войны. Стены и сиденья облицованы красным деревом в манере ар-деко. Как и его извечный конкурент, кафе «Два маго», оно стало пристанищем интеллектуальной и творческой публики, одним из символов парижской богемы.

## История
В кафе проходили знаменитые «Парижские вечера» Гийома Аполлинера. Позже здесь стали собираться ультраправые монархисты из «Аксьон франсез». Затем «Флору», наоборот, облюбовали левые, которые переместились сюда из соседнего кафе «Два маго», так как тут царила более либеральная атмосфера.
Завсегдатаями кафе были Жан-Поль Сартр и Симона де Бовуар, Андре Бретон. Здесь в разное время бывали Эрнест Хемингуэй, Трумэн Капоте, Альбер Камю, Лоренс Даррелл, Макс Жакоб, Луи Арагон, Пабло Пикассо, Симона Синьоре.
Начиная с 1994 года здесь проводится церемония вручения литературной «Премии Флоры», учреждённой Фредериком Бегбедером.
В годы Второй мировой войны «Флора» славилась тем, что при общем дефиците продуктов в её рационе всегда были свежие яйца. До сих пор блюда из яиц составляют особый раздел в меню кафе.

## Галерея
- Терраса кафе де Флор на бульваре Сен-Жермен (1965)
- Салат Флора в кафе де Флор (2017)
- Кароль Кретьенно, дочь владельцев кафе де Флор и «Клозери де Лила» и соосновательница премии Флоры[3], в зале кафе де Флор (2017)
- Терраса кафе (2019)